# تحریک مغناطیسی مغز
تحریک مغناطیسی مغز یا به‌طور دقیق‌تر تحریک مغناطیسی مغز از راه جمجمه (انگلیسی: Transcranial magnetic stimulation) که به‌اختصار به آن «TMS» می‌گویند، به یک روش تحریک مغناطیسی عصبی گفته می‌شود که بر روی نواحی کوچک و محدودی از مغز اعمال می‌شود. درواقع TMS بسته به پروتکل اجرایی، منجر به کاهش یا افزایش فعالیت ناحیه‌ای از مغز می‌شود.
در این روش، یک مولد میدان مغناطیسی یا «سیم‌پیچ» را در نزدیکی سر بیمار قرار می‌دهند. این سیم‌پیچ، از طریقِ القای الکترومغناطیسی، یک جریان الکتریکی خفیف در ناحیهٔ زیرین خود در مغز ایجاد می‌کند. سیم‌پیچ مذکور در عین‌حال به یک دستگاه ضربان‌ساز یا محرک متصل است که جریان برق را به آن هدایت می‌کند.
یکی از کاربردهای TMS، ارزیابی اتصالات مابین قشر حرکتی اولیه مغز و ماهیچه‌هاست تا میزان آسیب را در بیماری‌هایی نظیر سکته مغزی، ام‌اس، اسکلروز جانبی آمیوتروفیک، اختلالات حرکتی، بیماری نورون حرکتی و همچنین اختلالاتی که عصب چهره‌ای و سایر اعصاب مغزی و طناب نخاعی را درگیر می‌کنند، بررسی و اندازه بگیرند.
برخی شواهد علمی حاکی از آن است که این روش در درمان «دردهای نوروپاتیک» و «اختلال افسردگی اساسی مقاوم‌به‌درمان» هم مؤثر است. در سال ۲۰۱۵ میلادی، بررسی‌های بنیاد همیاری کوکران نشان داد که شواهد چندانی برای اثربخشی این روش در درمان اسکیزوفرنی وجود ندارد. یک بررسی علمی دیگر نشان داد که احتمال دارد در درمان «علائم منفی» اسکیزوفرنی، این روش مؤثر باشد. تا سال ۲۰۱۴ میلادی، تمامی درمان‌های پیشنهادی برای بیمارهای دیگر، فاقد اثربخشی یا اثربخشی احتمالی اعلام شده‌است.
انطباق عوارض و ناراحتی‌های ایجادشده توسط TMS، جهت افتراق و مقایسهٔ اثرات درمانی حقیقی با پلاسیبو، یکی از بزرگترین چالش‌هایی است که نتایج کارآزمایی بالینی را تحت‌تأثیر خود قرار داده‌است. بزرگترین خطر TMS، احتمالِ نادر وقوعِ سنکوپ و کمتر از آن، حملات تشنج است. سایر عوارض جانبی آن شامل احساس ناراحتی یا درد، نیمه‌شیداییِ گذرا (transient hypomania)، تغییرات گذرای شناختی، ناشنوایی گذرا و بروز جریان‌های القایی در وسایلِ پزشکی کارگذاری‌شده در بدن بیماران است.
اثرات درمانیِ این روش، بر روی بیماری پارکینسون، اسکلروز جانبی آمیوتروفیک، ام‌اس، اسکیزوفرنی، وزوز گوش، زبان‌پریشی‌ها و اختلالات حرکتی متعاقب سکته مغزی، سوءمصرف مواد، اعتیاد، اختلال استرسی پس از ضایعه روانی، اختلال اضطراب، اختلال ترس، اختلال وسواس فکری عملی، صرع، بیماری آلزایمر، اوتیسم، کما، زندگی نباتی و مرگ مغزی تحت مطالعه و بررسی بوده‌است.
تحریک مغناطیسی مغز انواع متفاوتی دارد که برخی از آنها عبارتند از: تحریک مغناطیسی مکرر مغزی با فرکانس بالا (HF-rTMS)، تحریک مغناطیسی مکرر مغزی با فرکانس پائین (LF-rTMS)، تحریک منفرد مغناطیسی مغز (Single pulse TMS) و تحریک دوتایی مغناطیسی مغز (Paired pulse TMS).
در دسامبر ۲۰۱۳ میلادی، سازمان غذا و دارو آمریکا (FDA)، تحریک منفرد مغناطیسی مغز (Single pulse TMS) را برای درمان میگرن مورد تأیید قرار داد. تحریک مغناطیسی مکرر مغزی با فرکانس بالا (HF-rTMS) در درمان دردهای نوروپاتیک (که اصولاً درمان‌های اثربخش چندانی برایشان وجود ندارد) سودمند بوده‌است. سازمان غذا و دارو آمریکا (FDA)، در اکتبر ۲۰۰۸ میلادی، تحریک مغناطیسی مکرر مغزی (rTMS) را برای درمان افسردگی بالینی مقاوم به درمان پذیرفت.

## عوارض و خطرات
TMS مکرر نوعی تحریک مغز بصورت غیرتهاجمی است که جهت درمان اختلالات مختلف مانند افسردگی، اضطراب، اعتیاد و میگرن استفاده میشود. این روش درمانی برخلاف تحریک عصب واگ یا تحریک عمقی مغز، نیازی به جراحی یا کاشت الکترود ندارد و برخلاف درمان تشنج الکتریکی (ECT)، باعث تشنج نمیشود و نیاز به بیهوشی ندارد.
به طور کلی، rTMS ایمن است، عوارض جانبی جدی نادر است.
عوارض جانبی معمولاً خفیف و کوتاه مدت که پس از یک جلسه بهبود می یابند، میتواند شامل موارد زیر باشد:
- سردرد
- ناراحتی پوست سر در محل تحریک
- سوزن سوزن شدن، اسپاسم یا انقباض عضلات صورت
- سبکی سر

## تاریخچه
در اواخر سال‌های ۱۷۰۰ میلادی، لوییجی گالوانی یکی از پیشگامان تحقیق در زمینهٔ اثرات الکتریسیته بر روی بدن انسان بود و بدین‌ترتیب یکی از نخستین پایه‌گذاران علم الکتروفیزیولوژی محسوب می‌شود. در سال‌های ۱۸۰۰ میلادی، مایکل فارادی کشف کرد که جریان الکتریکی باعث ایجادِ میدان مغناطیسی می‌شود و تغییر در یکی، موجب تغییر در آن دیگری می‌شود. نخستین تلاش‌ها برای تحریک مستقیم مغز انسان توسط الکتریسیته در اواخر سال‌های ۱۸۰۰ میلادی آغاز شد و تا دههٔ ۱۹۳۰ میلادی، شوک‌درمانی برقی (ECT) توسط دو پزشک ایتالیایی به‌نام‌های اوگو چرلتی و لوچو بینی ابداع شد. شوک درمانی در درمان بیماری‌های روانی آنچنان متداول شد که پس از مدتی به آن، به‌دیدهٔ «اکسیر یا نوشداروی روانپزشکی» نگاه می‌کردند و از سال‌های ۱۹۷۰ میلادی، موجی از مخالفت‌ها و انتقادها نسبت به آن پدیدار گشت. در همین سال‌ها، «آنتونی تی. بارکر» بررسی اثرات میدان‌های مغناطیسی، جهت تغییر در سیگنال‌های الکتریکی مغز را آغاز کرد و نخستین دستگاه تحریک مغناطیسی مغز حوالی سال ۱۹۸۵ میلادی ساخته شد. این دستگاه‌ها، در اصل برای مصارف پژوهشی و تشخیصی ساخته می‌شدند و بعدها بود که اثرات بالقوهٔ درمانی آنها مورد توجه واقع شد. نخستین دستگاه تحریک مغناطیسی مغز در اکتبر سال ۲۰۰۸ میلادی توسط سازمان غذا و دارو آمریکا تأیید شد.